# Катастрофа
Катастрофа је догађај који за собом оставља тешке људске, материјалне, економске и друге последице.

## Класификација
Катастрофе се на најопштији начин деле на природне катастрофе и оне које су настале као разлог људског деловања. У неке од највећих природних катастрофа убрајају се земљотрес, поплава, клизиште, цунами и други. Човек такође може да изазове многе катастрофе међу којима су рат, биотероризам, транспорт опасних материја и остали.